# Kikuchiana clothus
Kikuchiana clothus är en fjärilsart som beskrevs av Swinhoe 1899. Kikuchiana clothus ingår i släktet Kikuchiana och familjen tandspinnare. Inga underarter finns listade i Catalogue of Life.